# William Levitt
William Jaird Levitt (11 de febrer de 1907 - 28 de gener de 1994) va ser un promotor immobiliari nord- americà, considerat el pioner de la construcció de cases nord-americanes. Com a president de Levitt&Sons, se'l reconeix àmpliament com el pare dels suburbis americans moderns. Va ser nomenat una de les "100 persones més influents del segle XX" de la revista Time. Constructor d'habitatges nord-americà, va construir més de 140.000 habitatges.

## Vida i obra
Levitt va néixer el 1907 en una família jueva a Brooklyn. La seva generació va ser la segona dels que van emigrar de Rússia i Àustria; els avis paterns que van emigrar als Estats Units havien estat: un avi rabí de Rússia i una àvia d'Àustria-Alemanya. El seu pare era Abraham Levitt, un advocat de béns arrels nascut a Brooklyn i inversor a temps parcial; la seva mare era Pauline Biederman. Un germà petit, Alfred, va néixer quan William tenia cinc anys. William va rebre una educació a la Public School 44 & Boys High School. Després va assistir a la Universitat de Nova York durant tres anys, però va abandonar els estudis abans de graduar-se.
Es va casar amb Rhoda Kirshner el novembre de 1929. El seu fill William Junior va néixer el 1932 i el seu segon fill, James, va néixer el 1944. Es va divorciar el 1959 i es va casar amb la seva secretària i amant de molt de temps, Alice Kenny. Deu anys més tard, el 1969, Levitt es va divorciar d'ella i es va casar amb una marxant d'art francesa, Simone Korchin.
El 1929, el pare de William, Abraham, va fundar una empresa de desenvolupament immobiliari anomenada Levitt &amp; Sons. Levitt & Sons va construir majoritàriament habitatges de luxe a Long Island, Nova York i als seus voltants, a la dècada de 1930. William Levitt va exercir com a president de l'empresa, supervisant tots els aspectes de l'empresa excepte els dissenys de les cases que van construir, que van recaure en el germà de William, Alfred.
Durant la Segona Guerra Mundial, Levitt va servir a la Marina com a tinent als Seabees. Un cop llicenciat, va veure la necessitat d'un habitatge assequible per als veterans que tornaven a casa. La prosperitat de la postguerra i el baby boom dels Estats Units havien creat una crisi d'habitatges assequibles.

## New american way of life
Levitt va ser la portada de la revista Time del 3 de juliol de 1950, amb el lema "En venda: una nova forma de vida".
A finals de la dècada de 1960, Levitt s'havia convertit en un dels homes més rics d'Amèrica, amb una fortuna estimada en més de 100 milions de dòlars. Va viure en una luxosa mansió de 30 habitacions a la seva finca "La Coline" a Mill Neck, Nova York, i va passar gran part del seu temps a La Belle Simone, els seu iot de 237 peus (72 m) que porta el nom de la seva tercera dona.
Després d'haver construït més de 140.000 cases a tot el món, Levitt, de 60 anys, va vendre l'empresa a ITT per 92 milions de dòlars (750 milions de dòlars avui) el juliol de 1967, dels quals 62 milions de dòlars eren en forma d'accions d'ITT. ITT va nomenar Levitt com a president de la rebatejada Levitt Corp., amb una clàusula de no competència en la qual Levitt no podia fundar ni ser empleat per una altra empresa de construcció d'habitatges dels Estats Units durant deu anys. Va entrar a l'acord pensant que tindria un paper actiu en els assumptes d'ITT, però els executius van considerar que Levitt era massa vell per assumir més responsabilitats.
Va establir una sèrie d'empreses i empreses conjuntes durant les dècades de 1970 i 1980 que van fracassar. Les accions d'ITT que utilitzava sovint com a garantia d'aquestes empreses van perdre el 90% del seu valor, la qual cosa el va carregar amb un gran deute.
Al gener de 1994, als 86 anys va morir a l'Hospital Universitari Nord Shor, construït per ell feia 30 anys